# 克羅埃西亞地域統計單位命名法

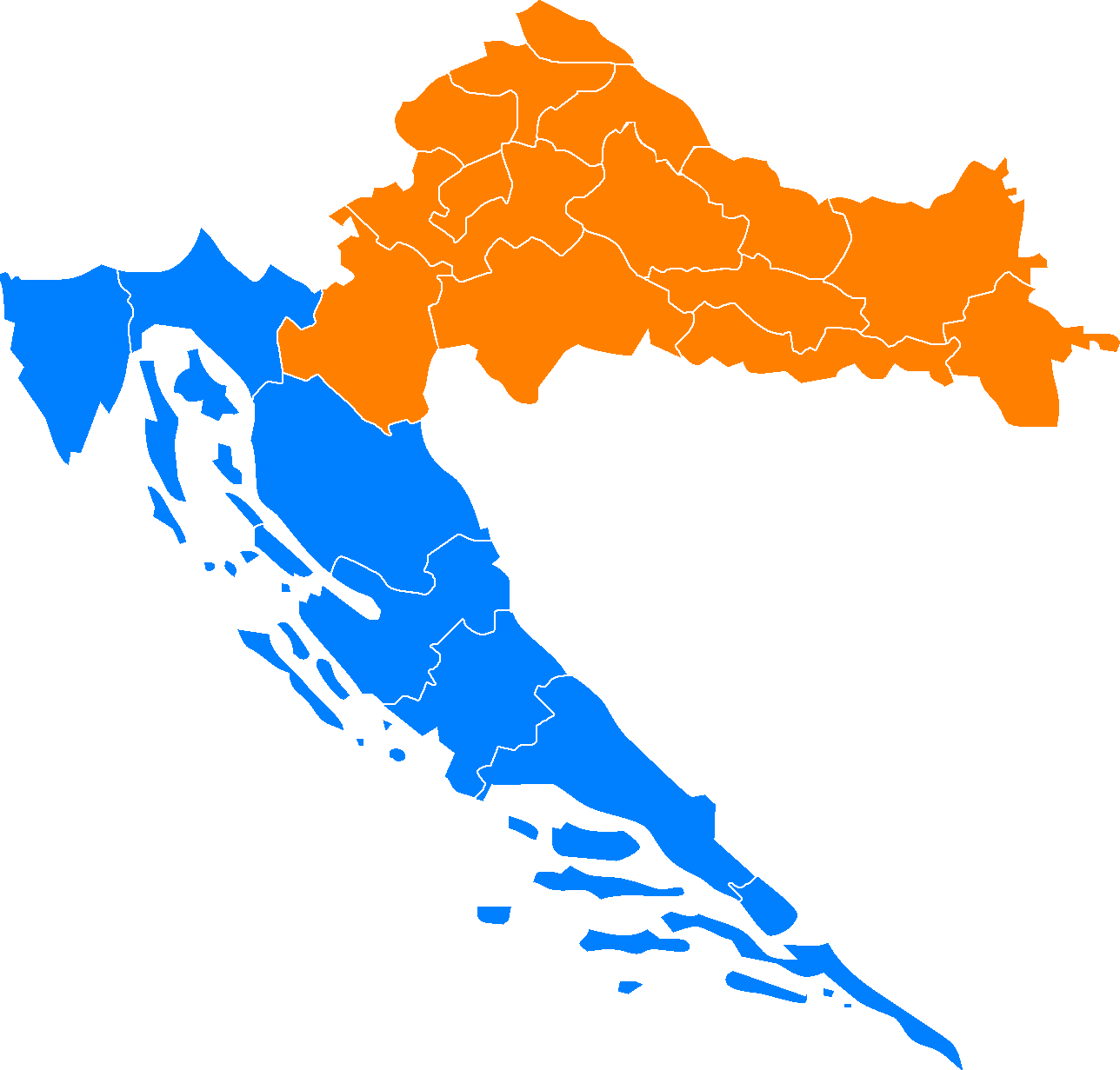
2012年9月修訂之後的NUTS-2

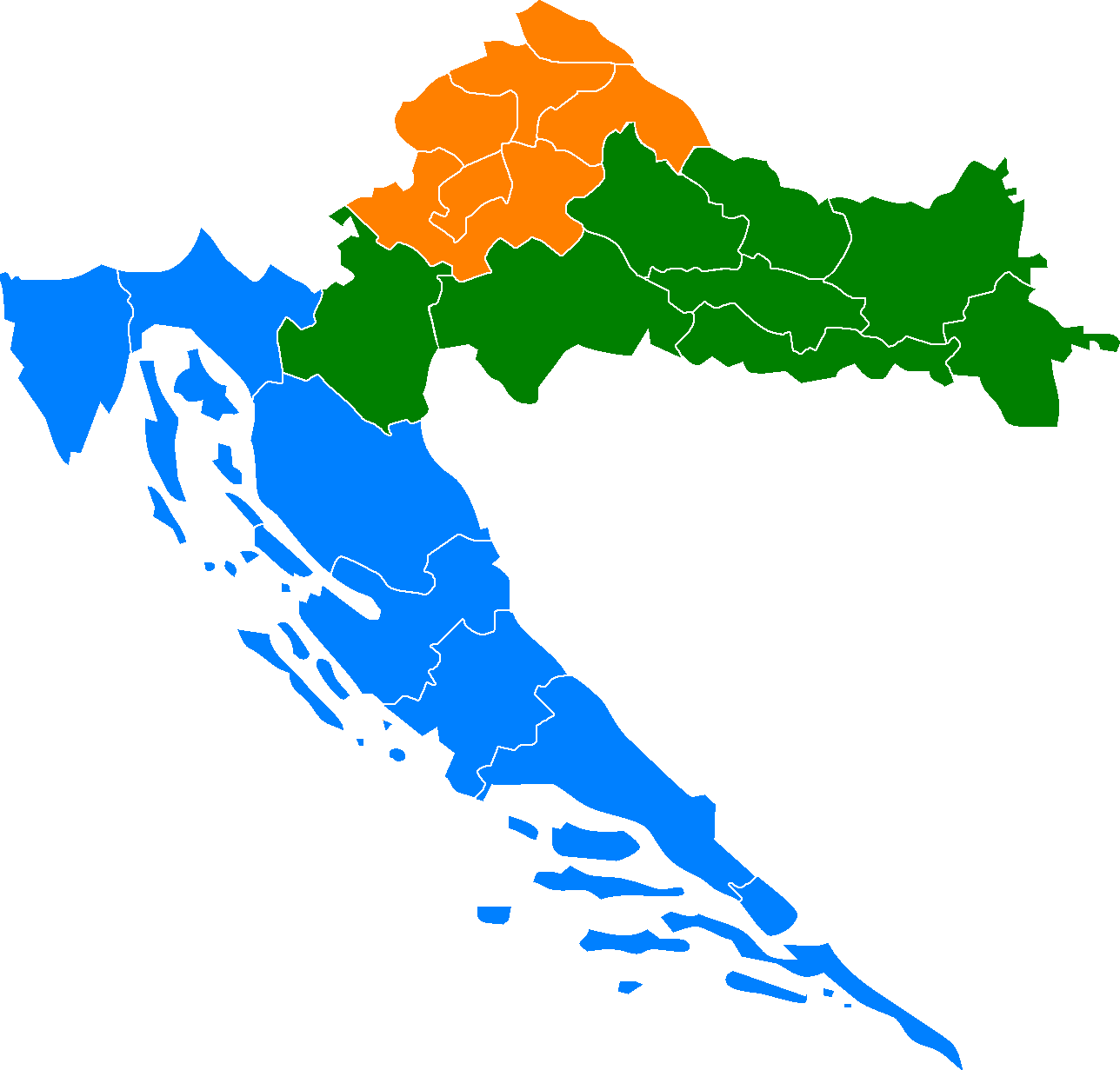
2007年至2012年間的NUTS-2

克羅埃西亞（HR）包含在歐盟的地域統計單位命名法（NUTS）中。該命名法於2007年初克羅地亞加入歐盟後，由克羅埃西亞統計處編纂並且制定。該命名法最近修訂時間為2012年。
該命名法分成三種等級：
- NUTS-1：克羅埃西亞
- NUTS-2：2個地區（非行政區）
- NUTS-3：21個縣

以下為克羅埃西亞NUTS代碼：
HR0 克羅埃西亞
HR04：克羅埃西亞大陸
HR041：札格雷布
HR042：札格雷布縣
HR043：克拉皮納-扎戈列縣
HR044：瓦拉日丁縣
HR045：科普里夫尼察-克里熱夫齊縣
HR046：梅吉穆列縣
HR047：別洛瓦爾-比洛戈拉縣
HR048：維羅維蒂察-波德拉維納縣
HR049：波熱加-斯拉沃尼亞縣
HR04A：布羅德-波薩維納縣
HR04B：奧西耶克-巴拉尼亞縣
HR04C：武科瓦爾-斯里耶姆縣
HR04D：卡爾洛瓦茨縣
HR04E：錫薩克-莫斯拉維納縣
HR03：克羅埃西亞亞得里亞海
HR031：濱海-山區縣
HR032：利卡-塞尼縣
HR033：扎達爾縣
HR034：希貝尼克-克寧縣
HR035：斯普利特-達爾馬提亞縣
HR036：伊斯特拉縣
HR037：杜布羅夫尼克-內雷特瓦縣
以下為克羅埃西亞行政區劃之地方行政單位（LAU）：
- LAU-1：無（與NUTS-3相同）
- LAU-2：城市和市鎮

## 相關連結
1. ↑  Croatian Bureau of Statistics. . Narodne novine. 2007-04-02, (35/07)  [2012-04-15]. （原始内容存档于2009-05-30） （克罗地亚语）.
2. 1 2 3  Croatian Bureau of Statistics. . Narodne novine. 2012-08-22, (96/2012)  [2012-09-10]. （原始内容存档于2015-06-22） （克罗地亚语）.
3. ↑  Lider: Podjela Hrvatske na dvije statističke regije （页面存档备份，存于）, "Continental" and "Adriatic".
4. ↑  .   [2015-09-02]. （原始内容存档于2012-09-23）.